# 大觀義學

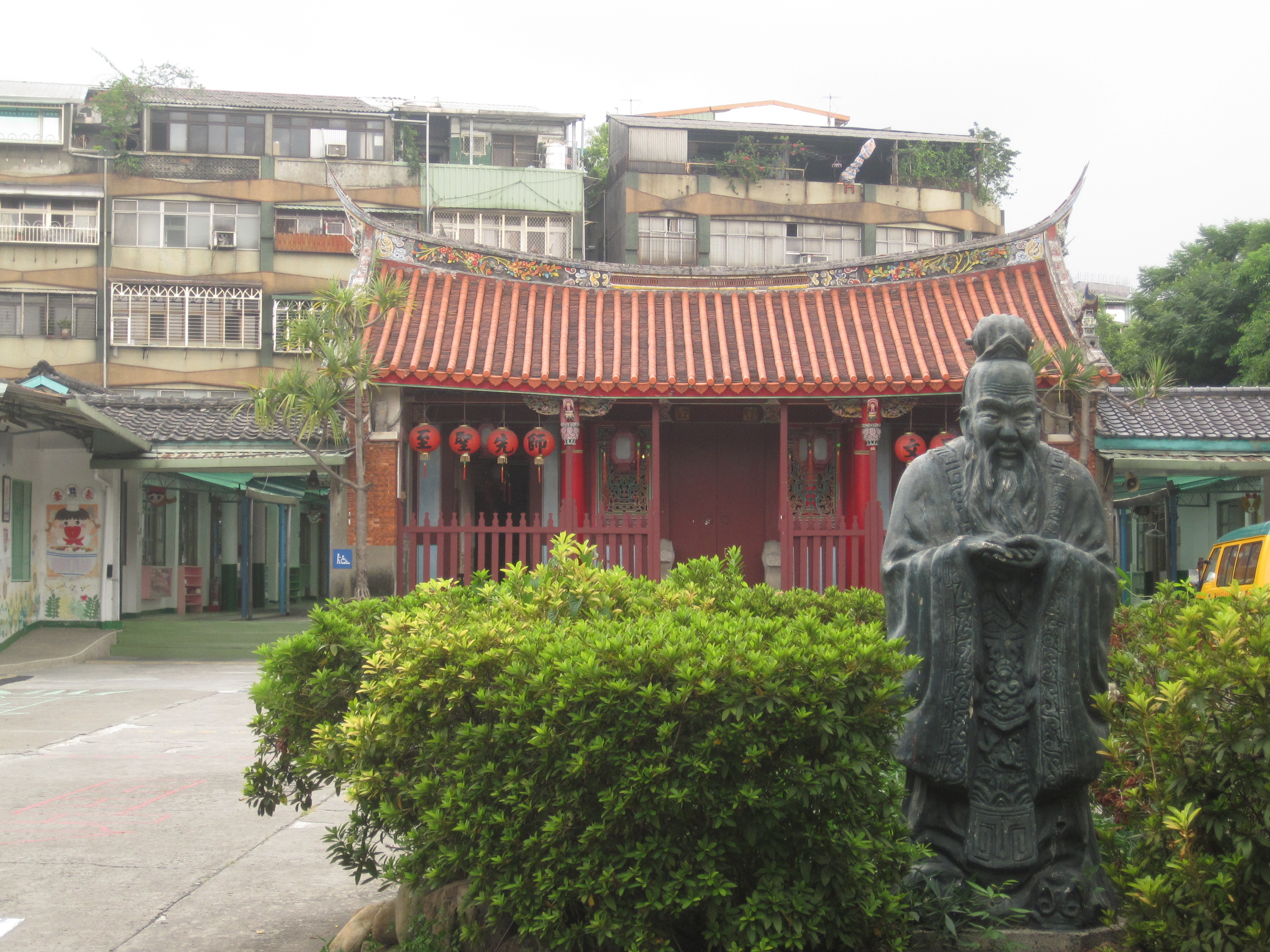
大觀義學外觀

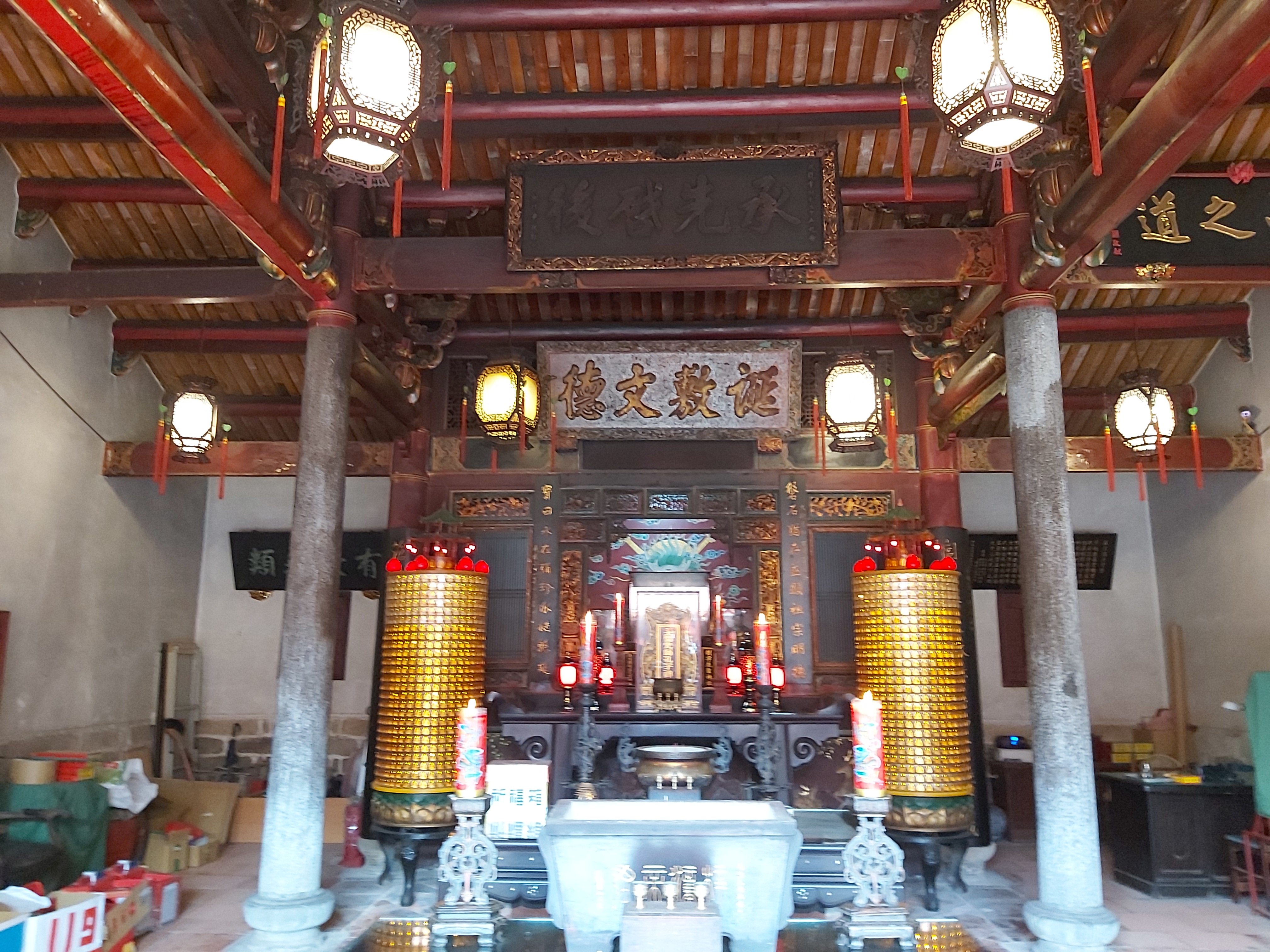
大觀義學講堂

大觀義學位於臺灣新北市板橋區，是板橋林本源家族為了促進漳泉和諧而成立的書院。該建築於1985年8月19日公告為三級古蹟，現為新北市的直轄市定古蹟。目前大觀義學同時也是大觀幼稚園的所在地，仍具有教育機構的功能。園區不對外公開開放，參觀古蹟需按鈴通知幼稚園園方並實名登記。

## 沿革
清中葉時期，板橋一帶漳州人與泉州人常發生械鬥，爭奪土地或水權。為了能讓漳、泉之間和睦相處，身為漳州人領袖的林維讓、林維源將妹妹許配給泉州裔舉人莊正，而後在同治二年（1863年）建立大觀學社，在莊正主持之下，廣收漳、泉子弟，讓他們一同讀書。同治十二年（1873年）擴大規模，增築房舍，改名為「大觀義學」。此外林維讓、林維源與莊正又在義學合辦「大觀書社」，每月舉辦集合漳泉雅士的聚會，一同品評詩文。
而「大觀」之名，則是因為義學前有大屯山、觀音山對峙之景，故稱大觀，而當時漳州人多住在大屯山附近，泉州人多住在觀音山附近，「大觀」一詞亦有藉由兩山來象徵「漳泉一家」的含義。
為了義學的發展，板橋林家禮聘如謝穎蘇、呂世宜等名人碩彥來擔任教席。而義學對板橋的文風亦頗有影響，在道光年間板橋地區尚無舉人生員，到了光緒年間則有出了兩名貢生與19名生員。
到了日治時期，大觀義學成為枋橋公學校（今板橋國小）創校時的校舍，直到眀治四十一年（1908年）公學校才搬到新校舍。之後於大正五年（1916年），財團法人大觀書社成立，首任董事長為板橋林家的林熊光。昭和二年（1927年），板橋林家在大觀義學成立「私立板橋幼稚園」。
臺灣戰後時期，幼稚園一度停辦，義學也暫處荒廢狀態。後來板橋鎮長楊水生在民國四十九年（1960年）倡立「大觀書社管理委員會」，推舉板橋林家林熊祥為董事長。三年後（1963年），書社登記為財團法人，並從大龍峒的孔廟分靈至大觀義學奉祀，大觀義學因而成為臺北縣祭孔之處。民國五十六年（1967年）大觀幼稚園在義學的左右廂成立，使得義學再次成為教育設施。
在公告為古蹟之後，大觀義學曾在民國八十一年到八十三年（1992年─1994年）期間進行整修。

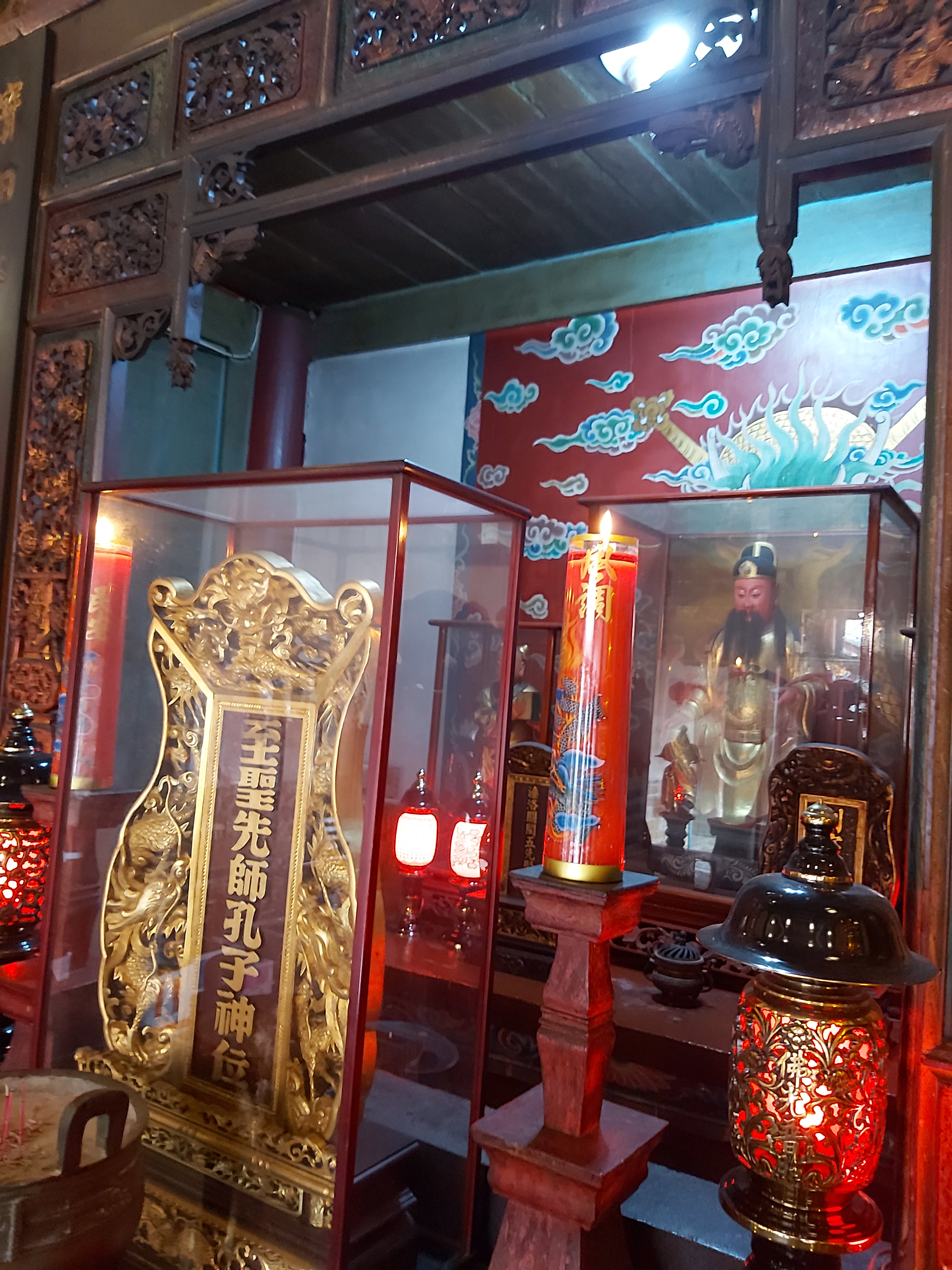
文昌帝君神像與至聖先師孔子神位
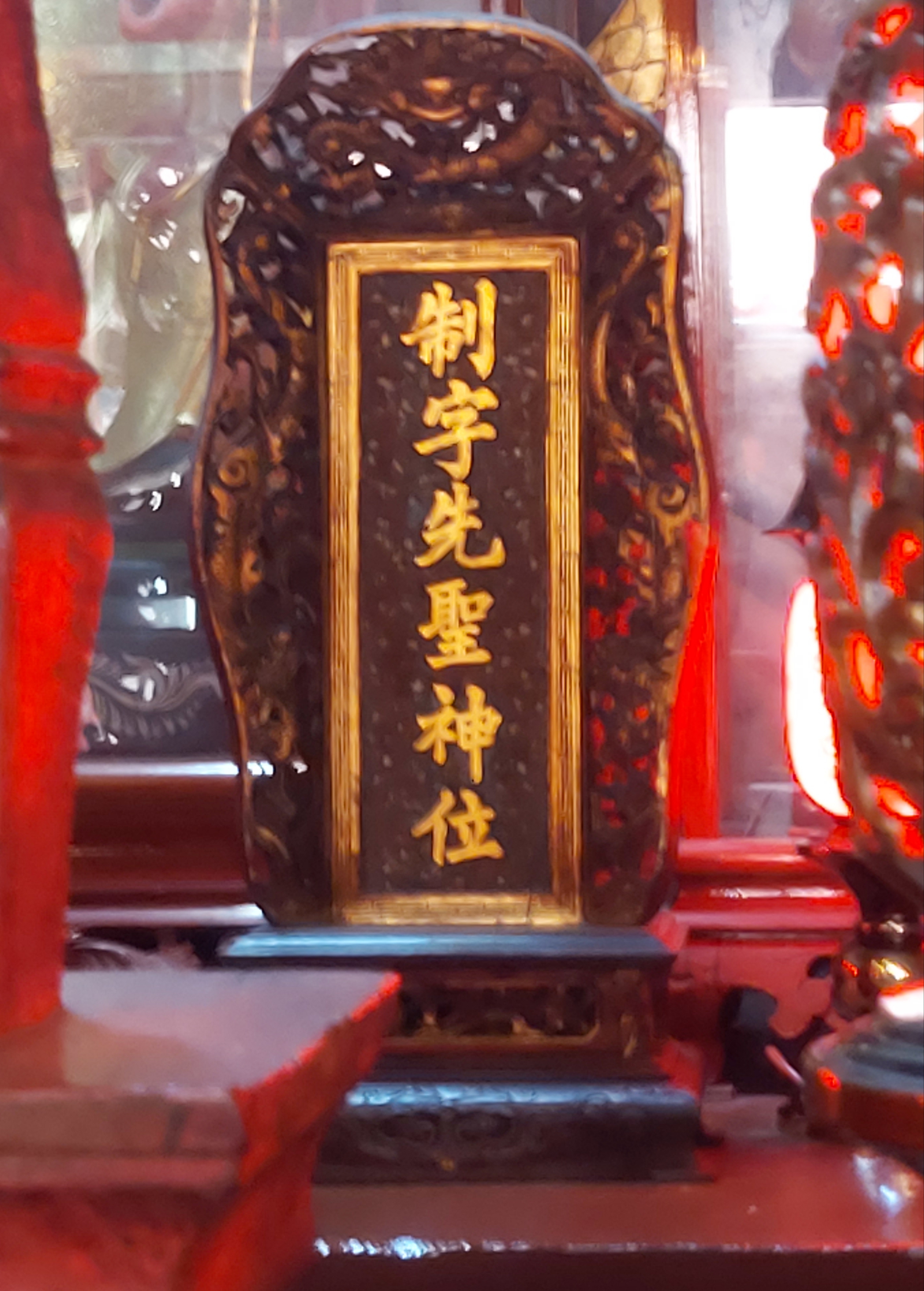
制字先聖倉頡神位
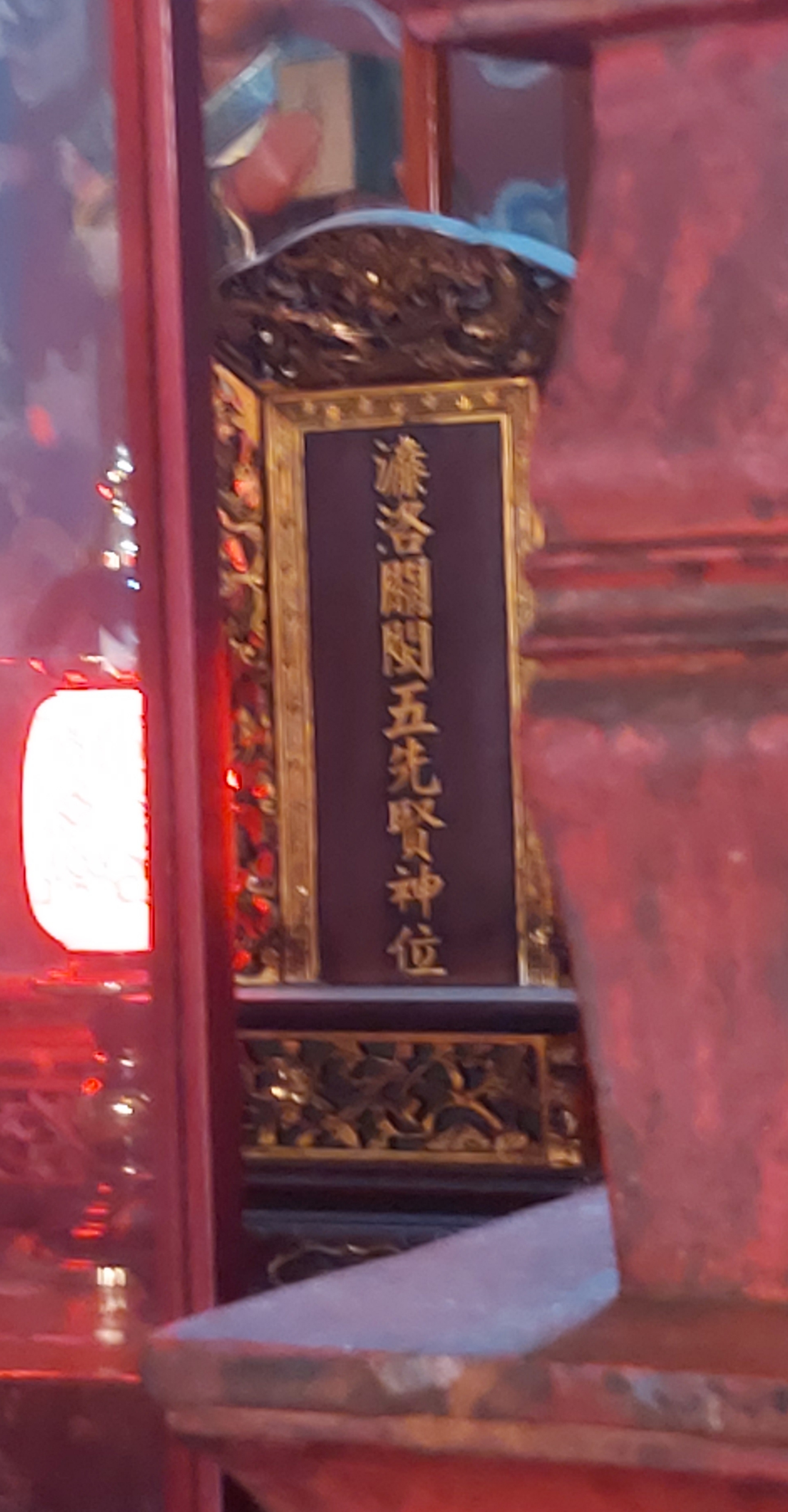
濂洛關閩五先賢神位
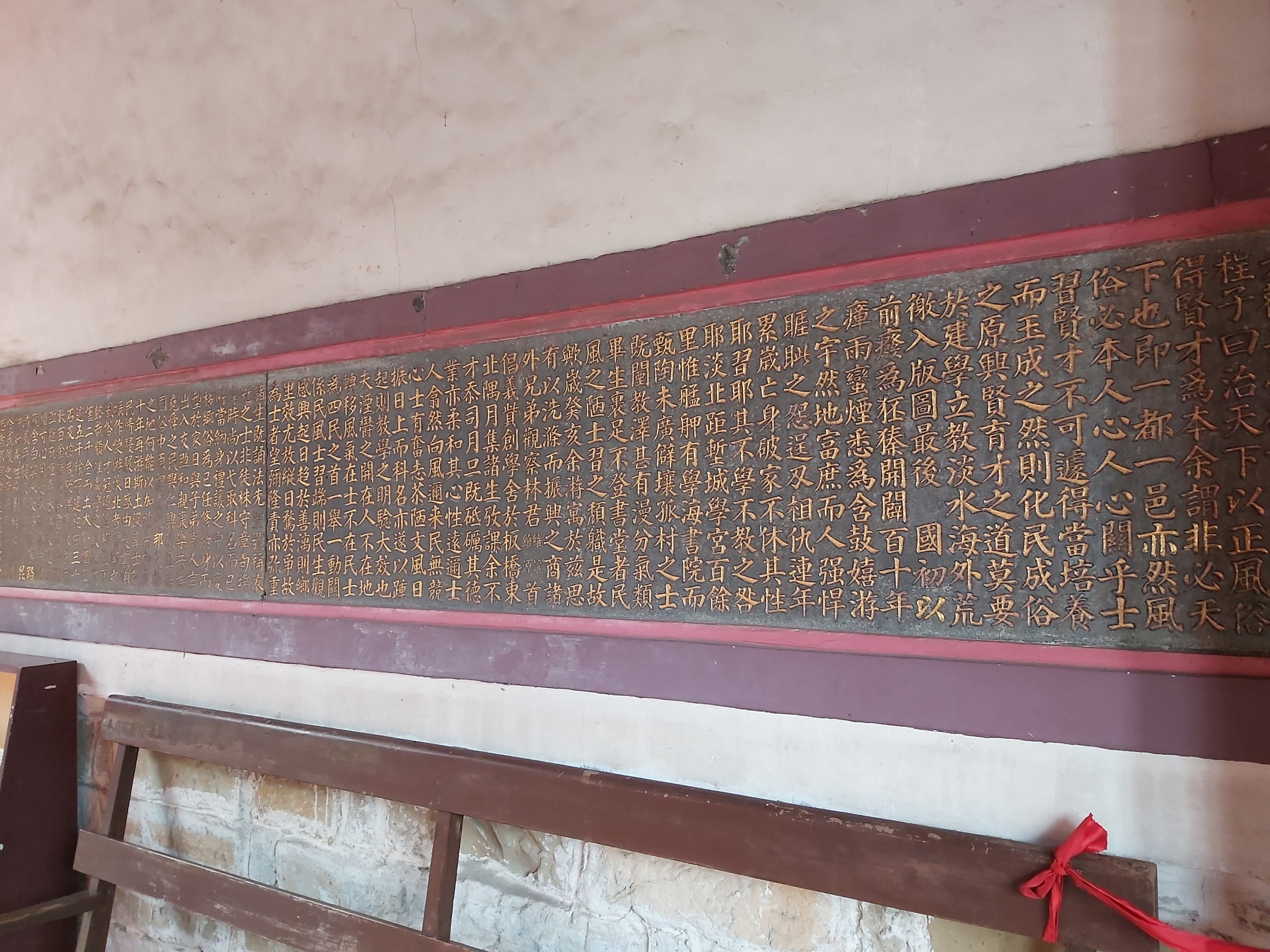
大觀義學碑記（局部）

## 建築
大觀義學坐南朝北，為兩進兩護龍的格局，屬於漳州式建築。中軸線上依序是門廳、內埕與講堂門廳，兩邊與左右廂以過水廊相連。門廳面寬三開間，四柱深，而第二進的講堂現為供奉孔子與文昌帝君之處。建築風格比鄰近的林本源園邸相對樸實許多，磚紅色外觀屋頂上有燕尾翹脊，象徵興建主事的地位，屋脊色彩豐富，大門上掛著大觀義學的門牌，門板兩側各有雕工細緻的螭虎團爐木刻圖案，這種透雕常見於廟宇和古厝，寓有螭虎團爐，團結興盛的意義。

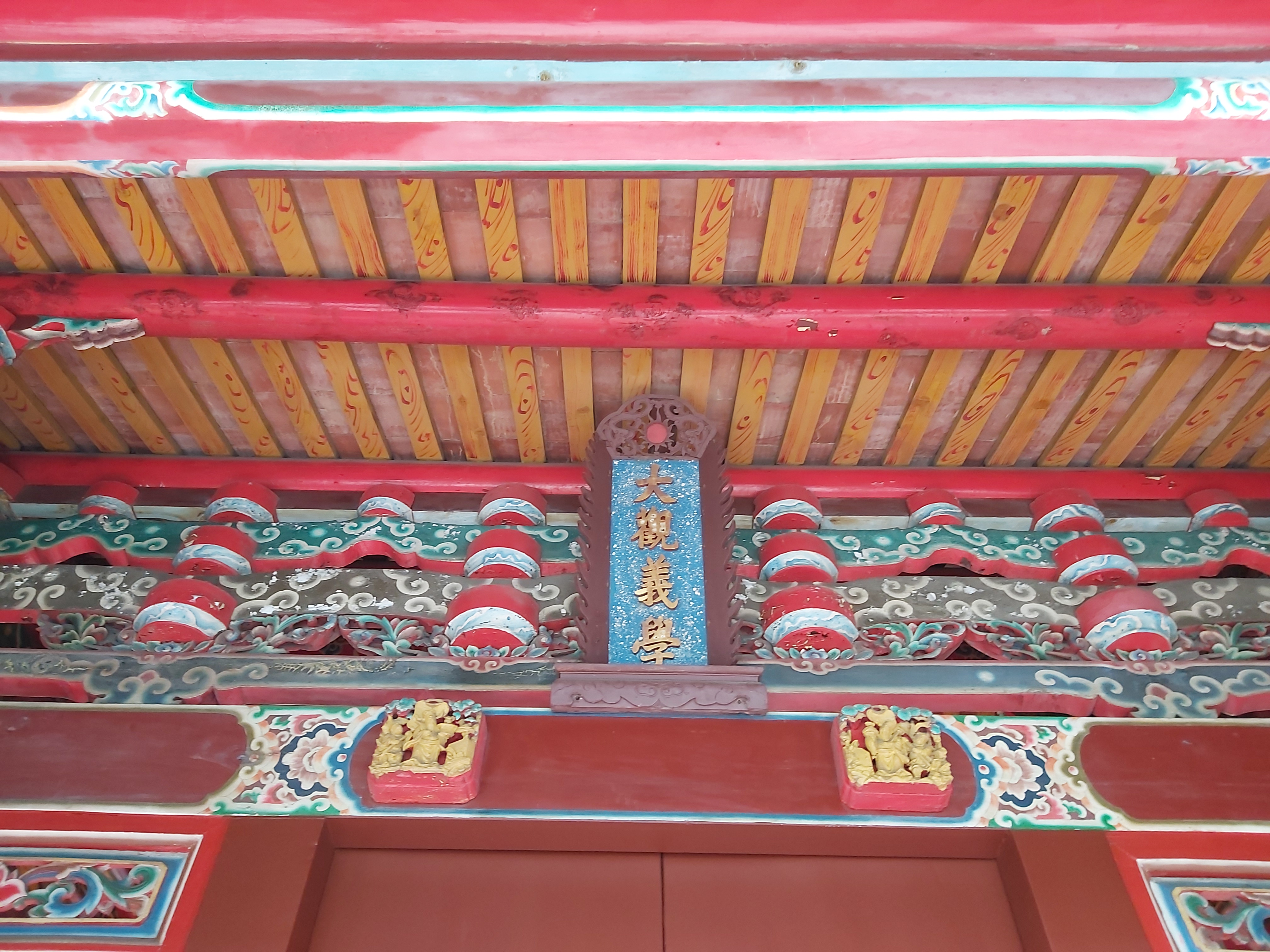
牌匾
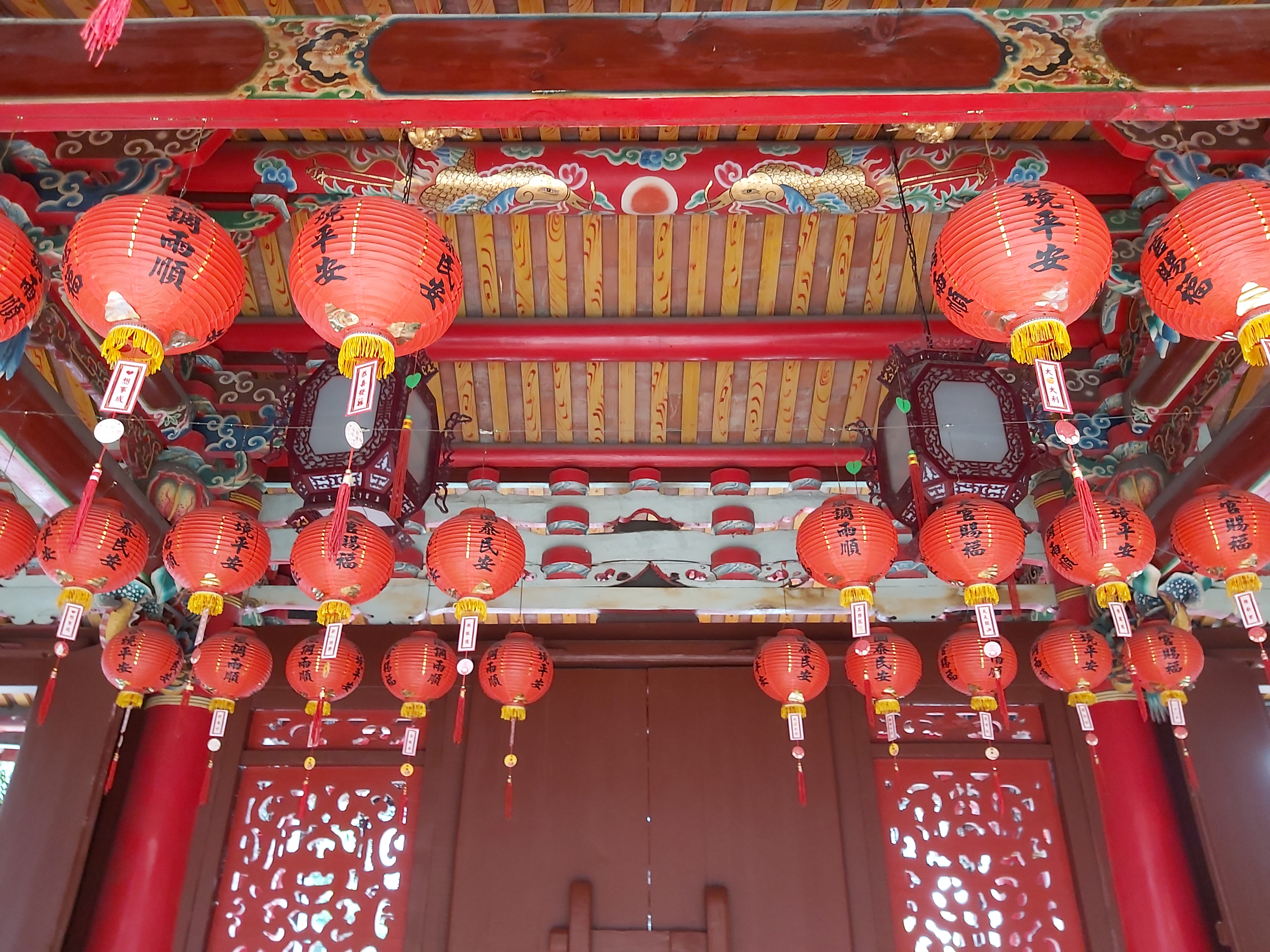
門廳
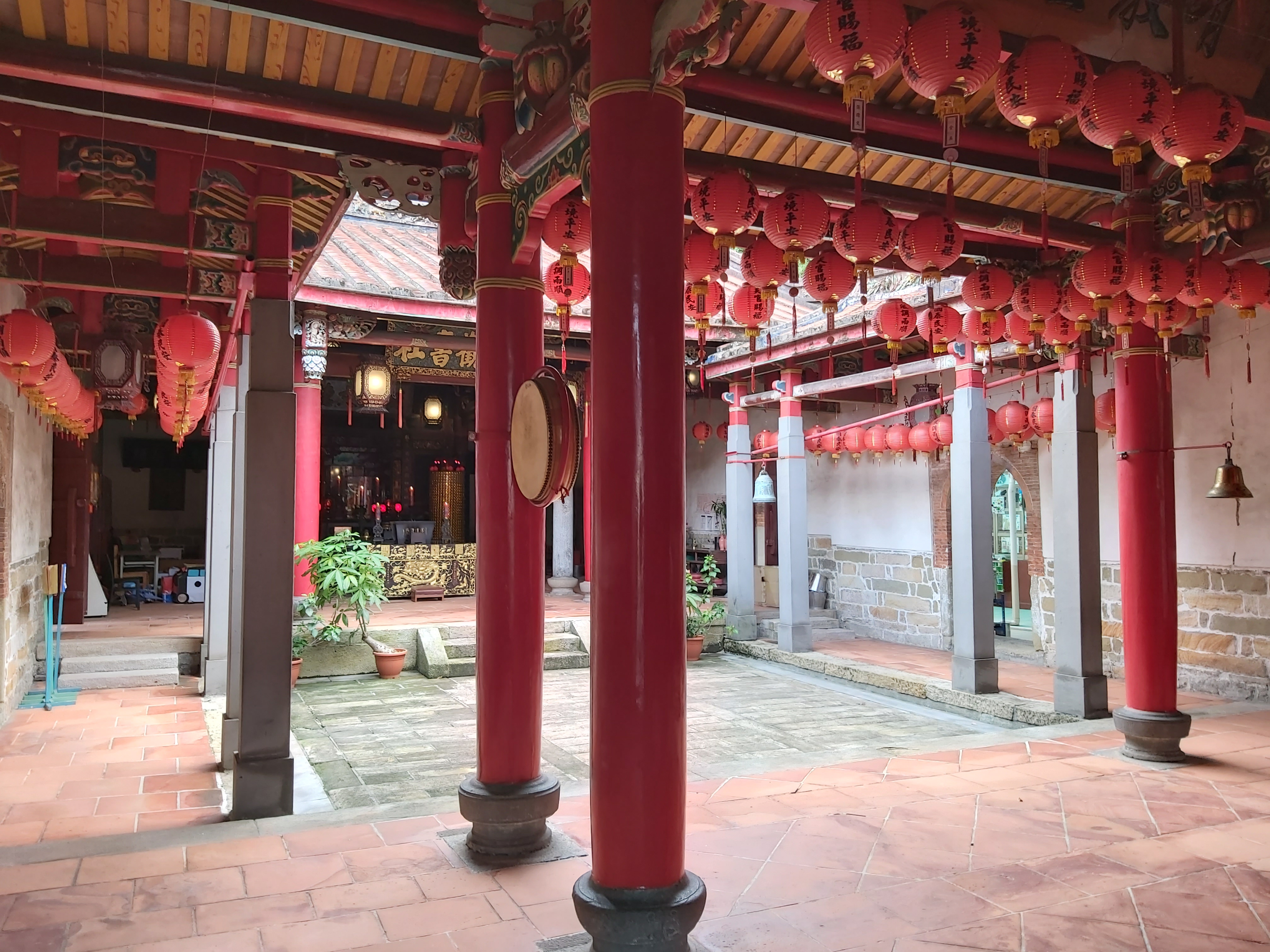
內埕
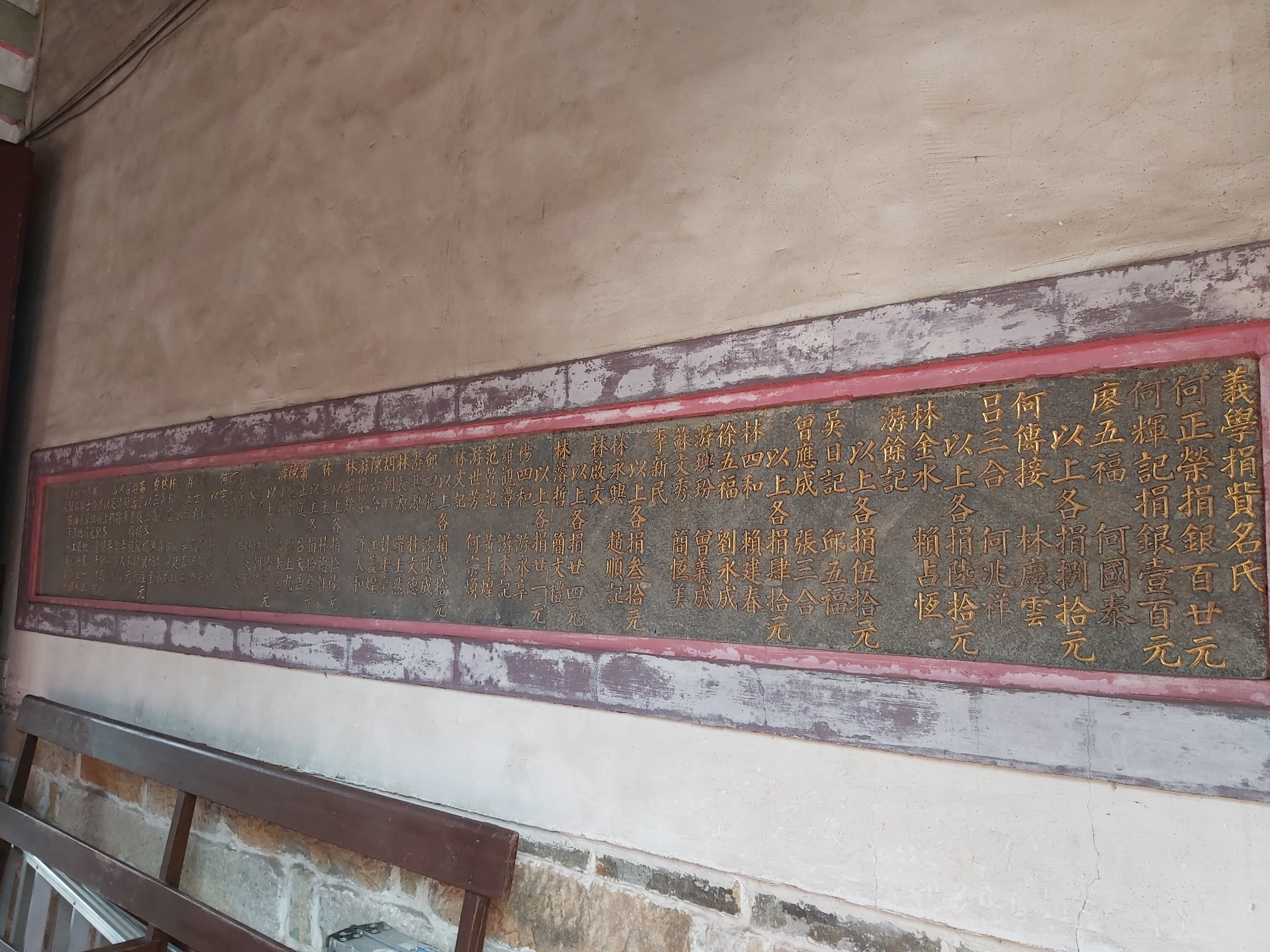
捐貲名氏碑